# Стуруа Іван Федорович
Іван (Вано) Федорович Стуруа (16 грудня 1870, село Кулаші Кутаїської губернії, тепер Самтредського муніципалітету, Грузія — 13 квітня 1931, місто Тифліс, тепер Тбілісі, Грузія) — радянський діяч, революціонер, народний комісар землеробства РСР Грузія, голова Всегрузинського Центрального виконавчого комітету, член ЦВК СРСР. Член Центральної контрольної комісії ВКП(б) у 1924—1931 роках. Брат Георгія Стуруа.

## Життєпис
Народився в селянській родині. З 1889 по 1900 рік працював робітником Тифліських залізничних майстерень.
З 1896 року — в марксистському соціал-демократичному русі. Член РСДРП(б) з 1898 року.
Був одним із засновників Тифліської соціал-демократичної організації, членом Тифліського комітету РСДРП. Один із керівників страйків і маївок тифліських робітників.
У 1900 році переїхав до Баку, став членом Бакинського комітету РСДРП. Працював у нелегальних друкарнях ЦК РСДРП в Баку (1902—1905), Санкт-Петербурзі (1906) і Виборзі (1907). Зустрічався з Леніним у справах нелегальної друкарні і видавництва газети «Пролетар». Декілька разів заарештовувався, перебував на засланні.
У 1917 році — голова Кулашської волосної ради Кутаїської губернії, керівник організації РСДРП(б) у Самтредіа.
У 1918—1919 роках — член Кутаїського комітету РКП(б), член комітету РКП (б) Західного Закавказзя. Перебував на нелегальному становищі. У 1919 і 1921 роках арештовувався урядом незалежної Грузії.
З травня 1920 по 1921 рік — член Президії ЦК КП(б) Грузії.
У 1922—1924 роках — народний комісар землеробства РСР Грузія.
У жовтні 1921 — січні 1923 року — голова Всегрузинського Центрального виконавчого комітету.
У березні 1923 — 13 квітня 1931 року — секретар партійної колегії Закавказької крайової контрольної комісії РКП(б) (ВКП (б))
Помер 13 квітня 1931 року в Тифлісі (Тбілісі).